# Ruff Ryders' Anthem
«Ruff Ryders' Anthem» — пісня американського репера DMX, випущена 5 травня 1998 року як третій сингл з його дебютного студійного альбому It's Dark and Hell Is Hot (1998). У 2008 році пісня посіла 79 місце в списку 100 найкращих пісень хіп-хопу VH1. У США після першого випуску пісня спочатку досягла 93 позиції в Billboard Hot 100, а потім досягла номеру 16 після смерті DMX у квітні 2021 року.

## Історія створення
«Ruff Ryders' Anthem» був спродюсований Касімом Діном, у той час музикантом-початківцем, зараз більш відомим як Swizz Beatz. Swizz Beatz познайомили з DMX його дядьки Даррін і Хоакін Дін, які є співзасновниками Ruff Ryders Entertainment. За словами Swizz Beatz, DMX спочатку відмовився від продакшну: «Я зробив біт «Ruff Ryders Anthem» в Атланті. Це я просто вирвався, маючи свій вплив у Нью-Йорку та в Атланті. Цей трек був ідеальним поєднанням, яке було одночасно незграбним і новим у той час, тому що ніхто ніколи не чув нічого подібного. DMX не хотів цього робити. Він сказав: «Чувак, це звучить як якийсь рок-н-рольний трек, мені потрібно трохи хіп-хопу». Я цього не роблю. Це недостатньо вулично». Незважаючи на всі зусилля Swizz Beatz, лише Даррін і Хоакін Дін переконали DMX дати треку шанс.
Фоновий вокал і біт слідують ритму військової каденції. Swizz Beatz якось згадав, як «едліб "What!" виник випадково, під час розігріву. Ми залишили його на треку, щоб додати енергії. Разом ми створили цю атмосферу».

## Відеокліп
Режисером відеокліпу став Дж. Джессес Сміт, який раніше працював з DMX над візуальними елементами для «Get at Me Dog». У відео є камео реп-групи Onyx, а також колег з DMX Ruff Ryders по лейблу The Lox, Eve і Swizz Beatz. Станом на 2021 рік у нього понад 165 мільйонів переглядів на YouTube.

## Ремікс
Також у 1998 році вийшов ремікс під назвою «Ruff Ryders' Anthem (Remix)», у якому звучить вокал учасників Ruff Ryders, таких як DMX, Jadakiss, Styles P, Drag-On та Eve. Пісня була випущена на альбомі DJ Clue The Professional.
Ремікс потрапив до чарту Hot R&B/Hip-Hop Songs, а також був представлений у відеогрі Grand Theft Auto: Liberty City Stories на ігровій радіостанції The Liberty Jam. У 2020 році пісня з'явилась у відеогрі Call of Duty: Warzone.

## Чарти
| Чарт (1998)                           | Пікова позиція |
| ------------------------------------- | -------------- |
| США Billboard Hot 100                 | 93             |
| США Hot R&B/Hip-Hop Songs (Billboard) | 33             |

## Сертифікації
| Регіон                                                      | Сертифікація  | Продажі   |
| ----------------------------------------------------------- | ------------- | --------- |
| Велика Британія (BPI)                                       | Срібний       | 200 000   |
| США (RIAA)                                                  | 2× Платиновий | 2 000 000 |
| продажі+прослуховування, що базуються лише на сертифікаціях |               |           |